# Camilianos
Camilianos, o Padres Camilos, es la Orden de Clérigos Regulares Ministros de los Enfermos (M. I.), Clericorum Regolarium Ministrantium Infirmis o Congregación Ministros de los Enfermos y Mártires de la Caridad, fue fundada el 14 de agosto de 1582 en Roma, Italia, por san Camilo de Lelis. Fueron elevados a congregación religiosa de clérigos regulares, con la autorización de emitir votos, por el Papa Gregorio XIV mediante la bula Illius qui pro gregis de 1591.

## Historia
La Orden de los Ministros de los Enfermos comenzó a existir en agosto de 1582,fundador, Camilo de Lelis (1550-1614), entonces mayordomo del hospital de Santiago, en Roma, tuvo la inspiración de crear «una compañía de hombres piadosos y buenos que sirvieran a los enfermos [...] voluntariamente y por amor de Dios, con el mismo amor que tiene una madre a su único hijo enfermo». El deseo de Camilo era sustituir a los funcionarios de un gran hospital como aquel, «porque sus servicios no estaban motivados por amor auténtico ni cumplían con sus deberes, lo cual iba en detrimento de los enfermos».
En 1586 «la compañía de hombres buenos» obtuvo la aprobación del papa Sixto V, y en 1591 era el papa Gregorio XIV quien le concedía estatus de Orden con la denominación de Orden de los Ministros de los Enfermos, denominación que había sido elegida por el Fundador para indicar que sus miembros debían tener como modelo a Cristo, quien dijo: «No he venido para ser servido, sino para servir y dar la vida». Hoy los Ministros de los Enfermos somos conocidos en todo el mundo como “Camilos”.
Camilo renunció al cargo de superior general de la Orden en octubre de 1607. En aquellos días la Orden estaba constituida por 240 religiosos de votos perpetuos y 80 novicios, repartidos por las dieciséis comunidades de las cinco Provincias existentes. Desde el comienzo de la fundación del Instituto hasta la renuncia al generalato por parte de Camilo, murieron 160 religiosos, 61 de ellos profesos perpetuos. Los religiosos prestaban servicio espiritual y corporal (o solamente espiritual) en los ocho hospitales más grandes de Italia.
Hasta la muerte del Santo, la Orden tuvo casas y desplegó su actividad solamente en Italia, aunque había intentado sin éxito fundar en Francia y España.
Camilo prohibió rotundamente al principio que los miembros de la compañía asumieran la administración de los hospitales. El motivo era que «la administración de los bienes materiales y las preocupaciones que de ella se derivan limitan la acción del espíritu y la práctica de la caridad hacia el prójimo». La Orden comenzó a aceptar obras de asistencia propias a partir del siglo XIX. Hasta entonces solamente poseía casas residenciales donde vivían los religiosos o casas que servían para la formación de los candidatos a la vida camiliana, y también para la asistencia de los religiosos enfermos. Los religiosos vivían casi exclusivamente de las limosnas y su trabajo era totalmente gratuito.
Su finalidad es la consagración al servicio de los enfermos, incluso con riesgo de la propia vida, y testimoniar el amor siempre presente de Cristo a los enfermos.

## Actualidad
Los religiosos camilos son 1.121 distribuidos en 43 países del mundo, incluyendo sacerdotes y hermanos. El padre Pedro  Tramontin M.I. brasileño, es el Superior General de la Orden para el sexenio 2022-2028. El Vicario General es el religioso Gianfranco Lunardon M.I. natural de Italia. Los religiosos Camilos, con el mandato de su fundador de "cuidar a los enfermos, con el mismo amor de una tierna madre con su único hijo enfermo" dedican su vida a humanizar el mundo de la salud, cuidando a las personas enfermas y enseñando a otros a hacerlo.

## Distintivo
Su distintivo oficial es un hábito negro con una cruz roja en el pecho, signo que indica a Cristo sufriente en la persona del enfermo.

## Santos y Beatos Camilianos
- San Camilo de Lelis, fundador de la Orden,
- Santa Giuseppina Vannini o Josefina Vannini, religiosa italiana, fundadora de la Congregación "Hijas de San Camilo".
- Beato Luis Tezza religioso camiliano italiano, misionero en el Perú.
- Beata María Domenica Brun Barbantini, religiosa, fundadora de las hermanas Ministras de los Enfermos
- Venerable Nicolás D'Onofrio, religioso y seminarista camiliano italiano, muerto prematuramente en Roma.
- Siervo de Dios Rocco Ferroni. http://www.camilliani.org/la-spiritualita-del-servo-di-dio-padre-rocco-ferroni/
- Pedro Marieluz Garcés, sacerdote y protomártir camiliano.[3]